# Camsdorfer Brücke

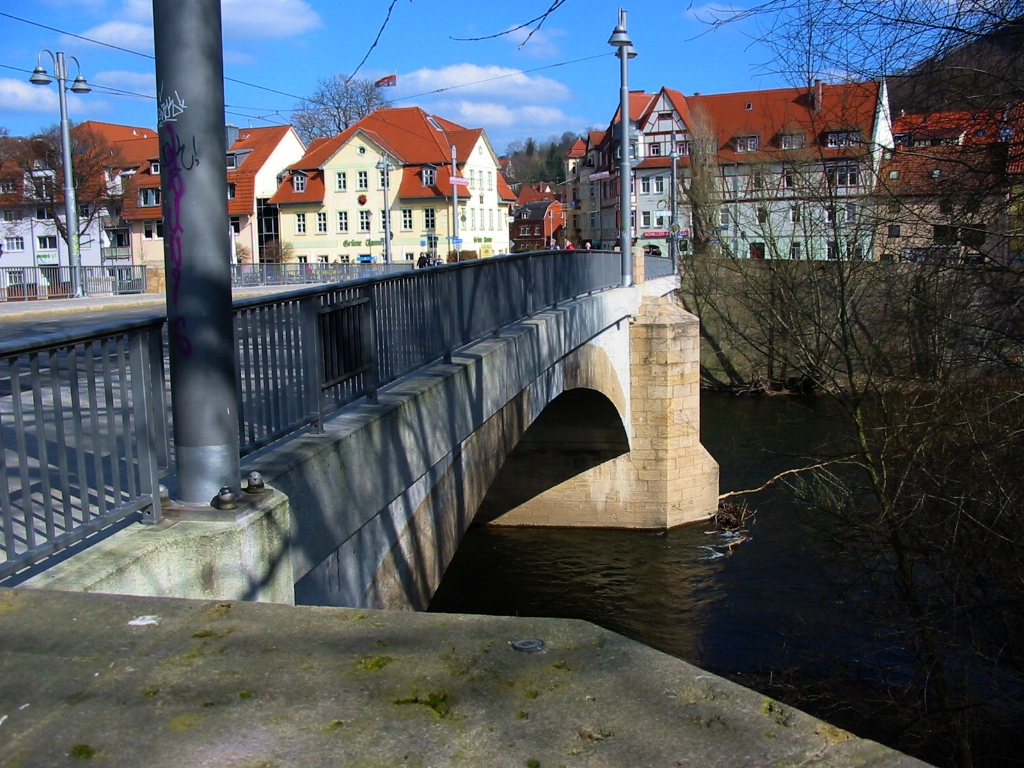
Camsdorfer Brücke nach der Sanierung

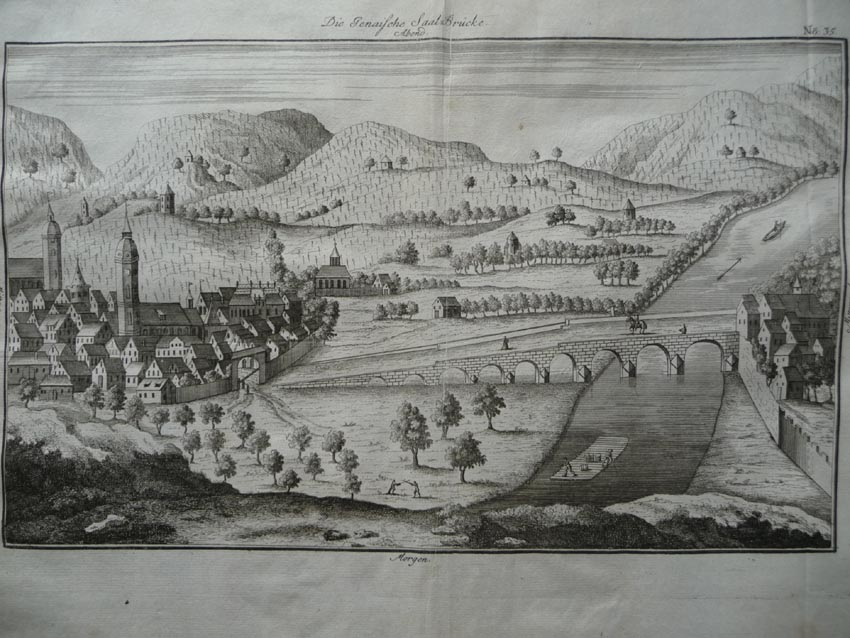
Camsdorfer Brücke im Jahr 1735

Die Camsdorfer Brücke ist eine Brücke über die Saale und gilt als die älteste Steinbogenbrücke in Jena. Sie verbindet das Jenaer Stadtzentrum mit Wenigenjena.

## Geschichte

Camsdorfer Brücke um 1917 mit Straßenbahn und heute nicht mehr erhaltenem Pavillon

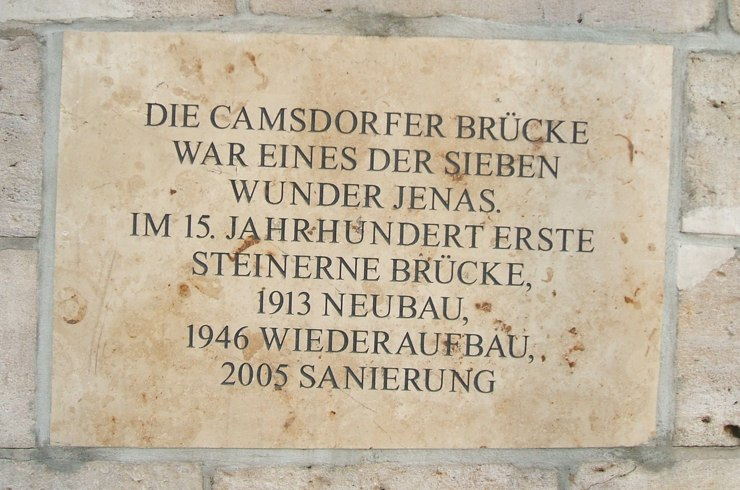
Eine der Inschriften der Brücke

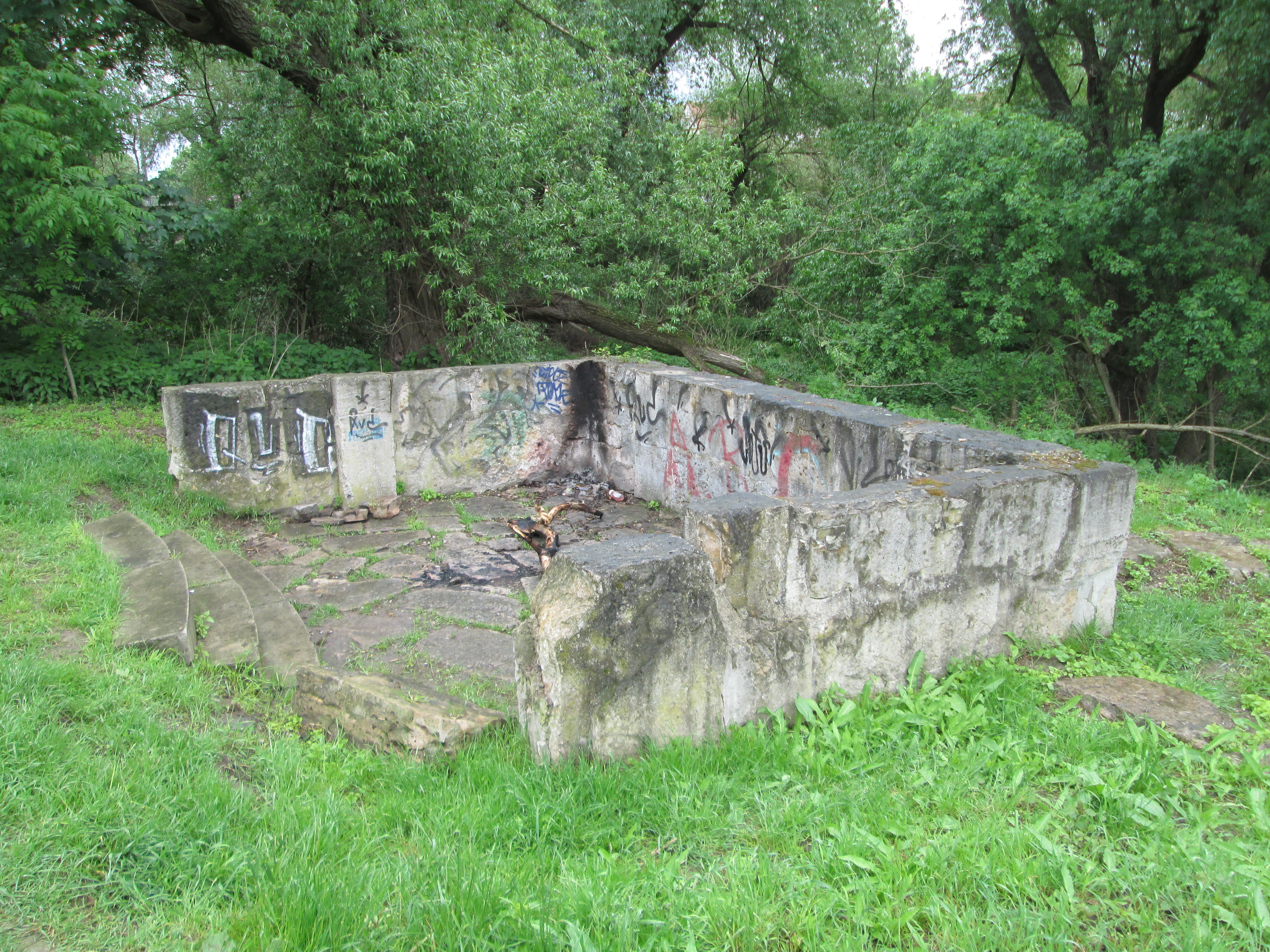
Reste der alten Camsdorfer Brücke (Kulturdenkmal)

An der Stelle der ersten Brücke befand sich bis Mitte des 15. Jahrhunderts ein hölzerner Vorgängerbau. Im Jahr 1416 trug sie eine Klause, in der ein Mann um Almosen für die Brücke bitten sollte. Die Steinbogenbrücke wurde um 1480 erbaut und bestand aus neun Bögen. Sie war ein wichtiger Übergang über die Saale, die zu dieser Zeit oftmals Hochwasser hatte, und stellte eine Verbindung zu den Siedlungen im Osten der Stadt her. Die Steine des Bauwerkes stammten unter anderem aus den 1304 zerstörten Burgen des Hausberges.
Auf der alten Camsdorfer Brücke, die unter dem Namen Pons zu den sieben Stadtwundern gehört, befand sich eine eigene Kapelle, und in der Mitte stand bis 1842 ein Stein- oder Holzkreuz als Grenzmarkierung zwischen dem Stadtgebiet und Camsdorf. Im an der Brücke gelegenen Wirtshaus Zur Tanne soll Goethe der Überlieferung nach den Erlkönig geschrieben haben, was aber als widerlegt gelten kann.
Nach dem Bau der Brücke wurden 1575 noch zwei zusätzliche Bögen auf der Camsdorfer Seite ergänzt. Die Geschichte der Brücke kennt auch tragische Ereignisse:
- Während des Dreißigjährigen Krieges gegen Ende Januar 1637 waren schwedische Truppen unter Stålhandske in Jena einmarschiert und hatten die Stadt bereits in ihrer Gewalt, als nachsetzende kaiserliche Truppen unter Graf Götz gesichtet wurden.[3] Ein Bogen der Brücke wurde durch Sprengung zerstört, um den Vormarsch der Feinde zu vereiteln. Bei der Sprengung kamen bis zu 36 Arbeiter und Soldaten zu Tode. Der gesprengte Brückenbogen wurde erst 1655 durch den Baumeister Moritz Richter auf Anordnung des Herzogs Wilhelm IV. von Sachsen repariert; bis dann überspannte ein hölzernes Provisorium die Lücke.[4][1]
- 1716 sprang ein erschrecktes Reitpferd unverhofft über das Brückengeländer und riss den unglücklichen Reiter mit in den Tod.
- 1823 ertrank eine vom langen Weg ermüdete Bäuerin in der Saale; sie hatte sich, ohne die schwere Trage vom Rücken abzuschnallen, an die Brüstungsmauer gelehnt und verlor den Halt.

Die Notwendigkeit des Brückenneubaus wurde schon im 19. Jahrhundert erkannt, als die Industrialisierung der Stadt zunahm. Die Mehrheit der damaligen Bevölkerung sah in der alten Brücke ein wertvolles Baudenkmal und forderte dessen Erhalt.
Um dem stärker werdenden Verkehr gerecht zu werden, musste die Camsdorfer Brücke ab Juli 1912 abgetragen werden. Der Neubau wurde bis November 1913 bewältigt. Auf dem Südwestpfeiler der Brücke wurde ein kleiner Pavillon errichtet, der eine Statue des Erzengels Sankt Michael als Schutzpatron der Stadt Jena trug.
Über die neue Brücke wurde 1913 auch eine Straßenbahnlinie geführt. Die Brücke wurde 1945 wiederum Opfer einer Sprengung, diesmal vorgenommen durch deutsche Pioniere. Auch diese Sprengung war militärisch sinnlos, da die Amerikaner die Saale bereits an anderen Stellen überquert hatten. In den ersten Nachkriegswochen wurden die Schäden an der Brücke untersucht, und die Brücke wurde ab 1946 mit Hilfe sowjetischer Streitkräfte wieder aufgebaut. Sie trug daher den Namen „Brücke der Deutsch-Sowjetischen Freundschaft“. Es war das erste Bauwerk Jenas, das nach dem Krieg wiedererbaut wurde. Lange Zeit war die Camsdorfer Brücke der einzige im Schwerlastverkehr befahrbare Übergang im Jenaer Stadtgebiet.

## Gegenwärtige  Situation

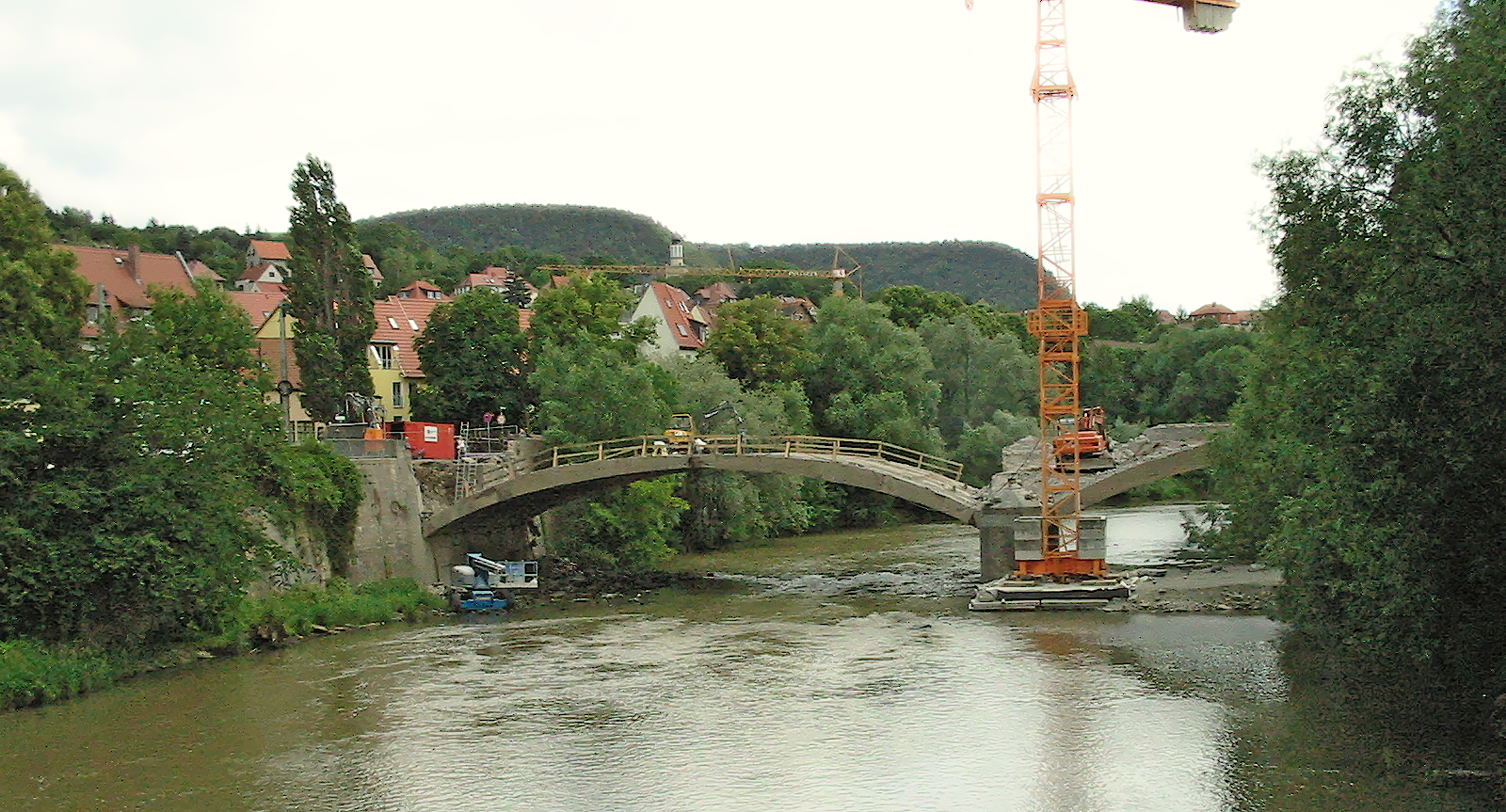
Camsdorfer Brücke in Reparatur, von der Behelfsbrücke aus fotografiert, Juni 2004

Die Brücke musste auf Grund schwerwiegender Schäden in den Jahren 2004 und 2005 komplett saniert werden; als zeitweiliger Ersatz für den Fußverkehr wurde eine Bailey-Brücke etwa 100 m nördlich der Baustelle gebaut. Bei der Sanierung wurde die Straßenbahntrasse auch von einer einspurigen auf eine zweispurige ausgebaut. Zur Wiedereröffnung im Sommer 2005 wurde erstmals ein Brückenfest auf der Brücke veranstaltet.